# Le Fossat (tổng)
Tổng Fossat là một tổng của Pháp nằm ở tỉnh Ariège trong vùng Occitanie.
Tổng này được tổ chức xung quanh Fossat ở quận Pamiers. Độ cao biến thiên từ 197 m (Lézat-sur-Lèze) đến 532 m (Monesple) với độ cao trung bình là 301 m.

## Hành chính
| Giai đoạn | Ủy viên        | Đảng             | Tư cách                       |
| --------- | -------------- | ---------------- | ----------------------------- |
| 2004-2011 | René Massat    | Đảng xã hội      |                               |
| 1998-2004 | René Massat    | Đảng xã hội      |                               |
| 1992-1998 | René Massat    | Đảng xã hội Pháp | Đại biểu Ariège               |
| 1985-1992 | René Massat    | Đảng xã hội Pháp | Đại biểu Ariège, ủy viên vùng |
| 1962-1985 | Gilles Bordier | Đảng xã hội Pháp | Thị trưởng Carla-Bayle        |
| 1945-1962 | Jean Bourrel   | Đảng xã hội Pháp | Thị trưởng Lézat              |

## Các đơn vị hành chính
Tổng Fossat bao gồm 13 xã với dân số 5 527 người (điều tra năm 1999, dân số không tính trùng).
| Xã                  | Dân số | Mã bưu chính | Mã insee |
| ------------------- | ------ | ------------ | -------- |
| Artigat             | 516    | 09130        | 09019    |
| Carla-Bayle         | 645    | 09130        | 09079    |
| Castéras            | 30     | 09130        | 09083    |
| Durfort             | 126    | 09130        | 09109    |
| Le Fossat           | 783    | 09130        | 09124    |
| Lanoux              | 53     | 09130        | 09151    |
| Lézat-sur-Lèze      | 2 114  | 09210        | 09167    |
| Monesple            | 26     | 09130        | 09195    |
| Pailhès             | 297    | 09130        | 09224    |
| Saint-Ybars         | 561    | 09210        | 09277    |
| Sieuras             | 72     | 09130        | 09294    |
| Villeneuve-du-Latou | 112    | 09130        | 09338    |
| Sainte-Suzanne      | 192    | 09130        | 09342    |

## Thông tin nhân khẩu
| 1962                                                     | 1968  | 1975  | 1982  | 1990  | 1999  |
| -------------------------------------------------------- | ----- | ----- | ----- | ----- | ----- |
| 4 845                                                    | 5 252 | 5 021 | 4 694 | 5 057 | 5 527 |
| Nombre retenu à partir de 1962 : dân số không tính trùng |       |       |       |       |       |